# احمد دامود
احمد دامود (زادهٔ ۴ خرداد ۱۳۱۸ در تهران – درگذشته ۲۵ اسفند ۱۴۰۱) پژوهشگر، مدرس و مترجم هنرهای نمایشی، و بازیگرِسینما، تئاتر و تلویزیون ایران بود. وی همچنین در زمینه نویسندگی نیز فعالیت داشت.

## زندگی‌نامه
وی پس از گذراندن اولین دوره آموزشی هنرهای دراماتیک به سرپرستی مهدی فروغ کارشناسی روانشناسی خود از دانشگاه تبریز در سال ۱۳۴۸ دریافت نمود. در قبل از انقلاب ایران، سابقه فعالیت اجرایی داشت و پس از انقلاب برای ادامه تحصیل به آمریکا رفت و موفق به دریافت کارشناسی ارشد ارتباطات جمعی سینما و تلویزیون از دانشگاه کلمبیا آمریکا و کارشناسی ارشد آموزش تئاتر از دانشگاه لویولا آمریکا شد. اوایل دهه ۷۰ به ایران بازگشت و در کنار تدریس مشغول کار بازیگری شد. همچنین در تعدادی نمایش تلویزیونی و سینمایی به ایفای نقش پرداخت.

## فیلم‌شناسی
- باد و شقایق
- لژیون
- معمای یک قتل
- سینما سینماست
- تنگنا

## مجموعه تلویزیونی
- با من بمان (۱۳۸۱)
- معمای یک قتل (۱۳۷۳)

## نمایش تلویزیونی
- بازی در نمایش تلویزیونی استنطاق به کارگردانی فرهاد مهندس پور
- بازی در نمایش تلویزیونی خانه عروسک، نوشته ایبسن به کارگردانی؛ مهین اسکویی
- بازی در نمایش تلویزیونی کسب و کار آقای فابریزی به کارگردانی محمدرضا خاکی؛ شبکه چهار

## بازیگری تئاتر
- بازی در نمایش هیاهوی بسیار برای هیچ، نوشته ویلیام شکسپیر به کارگردانی؛ مصطفی اسکویی
- بازی در نمایش ترامویی به نام هوس، نوشته تنسی ویلیامز به کارگردانی؛ مصطفی اسکویی
- بازی در نمایش روباه‌های کوچک، نوشته لیلیان هلمن به کارگردانی؛ مهین اسکویی
- بازی در نمایش طبقه ششم، نوشته الفرد ژری به کارگردانی؛ مهین و مصطفی اسکویی
- بازی در نمایش کالسکه زرین و اینس مندو، نوشته پروسپر مریمه به کارگردانی؛ مهین اسکویی
- بازی در نمایش چمدان، نوشته و کارگردانی؛ فرهاد آئیش

## کارگردانی مستند
- فیلم کوتاه مستند تولدی دیگر؛ آمریکا
- فیلم کوتاه مستند به صلیب کشیدن؛ آمریکا (این فیلم در اولین فستیوال فیلم جمهوری اسلامی ایران پس از انقلاب؛ سال ۱۳۶۰ به عنوان فیلمی از آمریکا به نمایش درآمد)

## کارگردانی تئاتر
- کارگردان و بازی در نمایش قرعه برای مرگ نوشته واهه کاچا
- کارگردانی نمایش باغ وحش شیشه‌ای نوشته تنسی ویلیامز؛ مسابقات سراسری دانشگاه‌های کشور؛ ۱۳۴۷
- کارگردانی و بازی در نمایش گیدوکلونا نوشته موریس متر لینگ
- کارگردانی نمایش چهار صندوق نوشته بهرام بیضایی
- کارگردانی نمایش آدمها و چیز نوشته ابراهیم مکی
- کارگردانی گمشدگان نوشته ابراهیم مکی
- کارگردانی نمایش کلاف سردرگم نوشته بهرام صادقی
- کارگردانی نمایش انکار نوشته ابراهیم مکی
- کارگردانی نمایش چهارمی نوشته محسن یلفانی
- کارگردانی نمایش در ساحل نوشته محسن یلفانی

## تألیفات
- ۱۳۷۲- تکنیک بازیگری، اثر استلا آدلر (نشر مرکز)
- ۱۳۷۶- اصول کارگردانی تئاتر (نشر مرکز، کتاب ماد)
- ۱۳۷۶- بازیگری حرفه‌ای، اثر گروه نویسندگان (نشر روزبهان)
- ۱۳۷۶- درب‍ارهٔ ک‍ارگ‍ردان‍ی‌ ف‍ی‍ل‍م‌: رون‍د ن‍گ‍ارش‌ ف‍ی‍ل‍م‌نام‍ه‌ و س‍اخ‍ت‍ن‌ دو ف‍ی‍ل‍م‌ ب‍ه‌وس‍ی‍ل‍هٔ اس‍ت‍اد و دان‍ش‍ج‍وی‍ان‌ رش‍ت‍هٔ س‍ی‍ن‍م‍ا، در دان‍ش‍گ‍اه‌ ک‍ل‍م‍ب‍ی‍ا، ن‍ی‍وی‍ورک‌، اثر دیوید ممت (نشر روزبهان)
- ۱۳۸۰- بازیگری متد: ش‍ی‍وهٔ اک‍ت‍ورز اس‍ت‍ودی‍و در پ‍رورش‌ ب‍ازی‍گ‍ر ب‍ا ب‍خ‍ش‌ه‍ای‍ی‌ درب‍ارهٔ ت‍ف‍اوت‌ه‍ای‌ ب‍ازی‍گ‍ری‌ در س‍ی‍ن‍م‍ا و ت‍ئ‍ات‍ر (نشر مرکز)
- ۱۳۸۴- ب‍ازی‍گ‍ری‌ و پ‍رف‍رم‍ن‍س‌‌آرت‌: راه‍ن‍م‍ای‌ ت‍م‍ری‍ن‌ه‍ای‌ ع‍م‍ل‍ی‌ و ن‍ق‍د و ن‍ظر درب‍ارهٔ پرف‍رم‍ن‍س‌آرت‌ (نشر مرکز)
- ۱۳۸۴- کار عملی بازیگر، اثر رابرت بندتی (سمت)
- ۱۳۸۸- بازیگری و کارگردانی در تئاتر و سینما از نگاه دو کارگردان برجسته، الیا کازان و اینگمار برگمان (نشر مرکز)
- ۱۳۹۳- نگاهی کوتاه به خلاقیت، بازیگری و آشفتگی‌های روانی (نشر مرکز)[۹]